# 冯雁
冯雁是一位中国计算机科学家。

## 生平
馮雁出生于上海一个艺术家庭，母亲毕业于中央美术学院，父亲毕业于中国美术学院。1977年随父母搬去香港，后毕业于庇理罗士女子中学。1988年获得伍斯特理工学院电子工程学士学位，同年进入巴黎中央理工学院学习，1989年进入京都大学学习，1991年进入法国国家科学研究中心学习，这三段学习经历使得她会说多门欧亚语音。1992年在BBN Technologies担任副科学家，1993年获得哥伦比亚大学计算机科学硕士学位，同年进入贝尔实验室。1997年获得美国哥伦比亚大学计算机科学博士学位。目前为香港科技大学电子及计算机工程系Chair Professor ，此外还担任北京理工大学兼职教授。

## 家庭
有两个女儿，分别为Belén W. Fung 和 Coline F. Woo。

## 荣誉
2022年被选为人工智能促进协会会士。
2020年被选为国际计算语言学学会 （页面存档备份，存于）会士。
2020年凭借“AI for Good”获得 Transform 的 the VentureBeat AI Innovation Awards提名。
2017年获得香港女性专业人士及企业家协会颁发的杰出女性专业人士及企业家奖。
2016 年至今，世界经济论坛人工智能和机器人全球未来理事会成员。
2015年被选为电气电子工程师学会会士。
2015年被选为International Speech Communication Association (ISCA) 会士。
2014年List  Magazine 评选的50位Women of Hope之一。
2007 年和 2009 年被工科学生选为“我最喜欢的老师”。